# Івангородська площа (Умань)
Івангородська площа — площа в Умані.

## Розташування
Знаходиться на вулиці Незалежності в південній частині міста.

## Опис
Площа нерівної форми, в діаметрі становить до 90 м. Рух по площі здійснюється по колу. Перетинається з вулицями Івана Гонти та Івана Мазепи.

## Походження назви
До 2015 року мала назву площа Ленінського комсомолу. Площу перейменовано на Івангородську на сесії міської ради м. Умані 25 грудня 2015 року на честь однойменного району міста Умань, в я кому площа й знаходиться.

## Будівлі
На площі розташовуються продуктовий ринок, продуктовий супермаркет «Велика кишеня» та декілька багатоповерхівок. З площею межує загальноосвітня школа № 14.